# Ваган Мхітарян
Ваган Мхітарян (16 серпня 1996) — вірменський плавець.
Учасник Олімпійських Ігор 2016 року.